# Sagamihara
Sagamihara (相模原市 Sagamihara-shi) er en by i Japan. Byen ligger på sydsiden af øen Honshū og har 725.696(2021) indbyggere. Den ligger i præfekturet Kanagawa og udgør en del af Stortokyo.